# Afrotyphlops schmidti
Afrotyphlops schmidti är en ormart som beskrevs av Laurent 1956. Afrotyphlops schmidti ingår i släktet Afrotyphlops och familjen maskormar. Inga underarter finns listade i Catalogue of Life.
Arten förekommer i Kongo-Kinshasa, Zambia och Angola. Honor lägger ägg.